# Igor Ledjakhov
Igor Anatoljevitj Ledjakhov (russisk: Игорь Анатольевич Ледяхов født 22. maj 1968) er en tidligere russisk fodboldspiller.

## Ruslands fodboldlandshold
| Sovjetunionens landshold | Sovjetunionens landshold | Sovjetunionens landshold |
| År                       | Kmp                      | Mål                      |
| ------------------------ | ------------------------ | ------------------------ |
| 1992                     | 7                        | 1                        |
| Total                    | 7                        | 1                        |

| Ruslands landshold | Ruslands landshold | Ruslands landshold |
| År                 | Kmp                | Mål                |
| ------------------ | ------------------ | ------------------ |
| 1992               | 2                  | 0                  |
| 1993               | 5                  | 0                  |
| 1994               | 1                  | 0                  |
| Total              | 8                  | 0                  |